# Zoë Bell
Pour les articles homonymes, voir Bell.
Zoë Bell, née le 17 novembre 1978 dans l’île Waiheke, à proximité d'Auckland (Nouvelle-Zélande), est une cascadeuse et actrice néo-zélandaise.

## Biographie
Zoë Bell, qui a fait ses débuts de cascadeuse dans la série Hercule, est devenue la doublure attitrée de Lucy Lawless, l'héroïne de Xena, la guerrière.
Lorsque la série s'arrête, la jeune néo-zélandaise décide de partir tenter sa chance aux États-Unis. Dès son arrivée à Los Angeles, elle est prise en main par la doyenne des cascadeuses professionnelles à Hollywood : Jeannie Epper, une légende du métier. En 2004, un documentaire, intitulé Double Dare, est consacré aux carrières de Jeannie Epper et Zoë Bell.
En 2005, elle reçoit, aux côtés de Monica Staggs, deux Taurus World Stunt Awards, pour sa double performance (meilleure cascadeuse et meilleur combat) dans Kill Bill volume 2 de Quentin Tarantino dans lequel elle double Uma Thurman. 
En 2007, elle travaille à nouveau avec Quentin Tarantino et joue l'un des rôles principaux dans Boulevard de la mort, ce qui constitue son premier travail en tant que comédienne ; elle y incarne son propre rôle, à savoir une cascadeuse, et en effectue elle-même les cascades.
En 2008, elle fait une brève apparition dans la quatrième saison de la série Lost dans laquelle elle interprète Regina, membre du bateau venu à la rescousse des naufragés.
En 2009, elle est à l'affiche de Bliss, le premier film réalisé par Drew Barrymore.
En 2012, elle apparaît avec un foulard rouge dans le film Django Unchained. Elle n'a aucun rôle dans l'histoire, il s'agit d'un hommage de Quentin Tarantino sous forme de caméo.[réf. nécessaire]
En 2015, elle apparaît dans le film Les Huit Salopards, où elle incarne le personnage de Six-Horse Judy.

## Filmographie

### Actrice

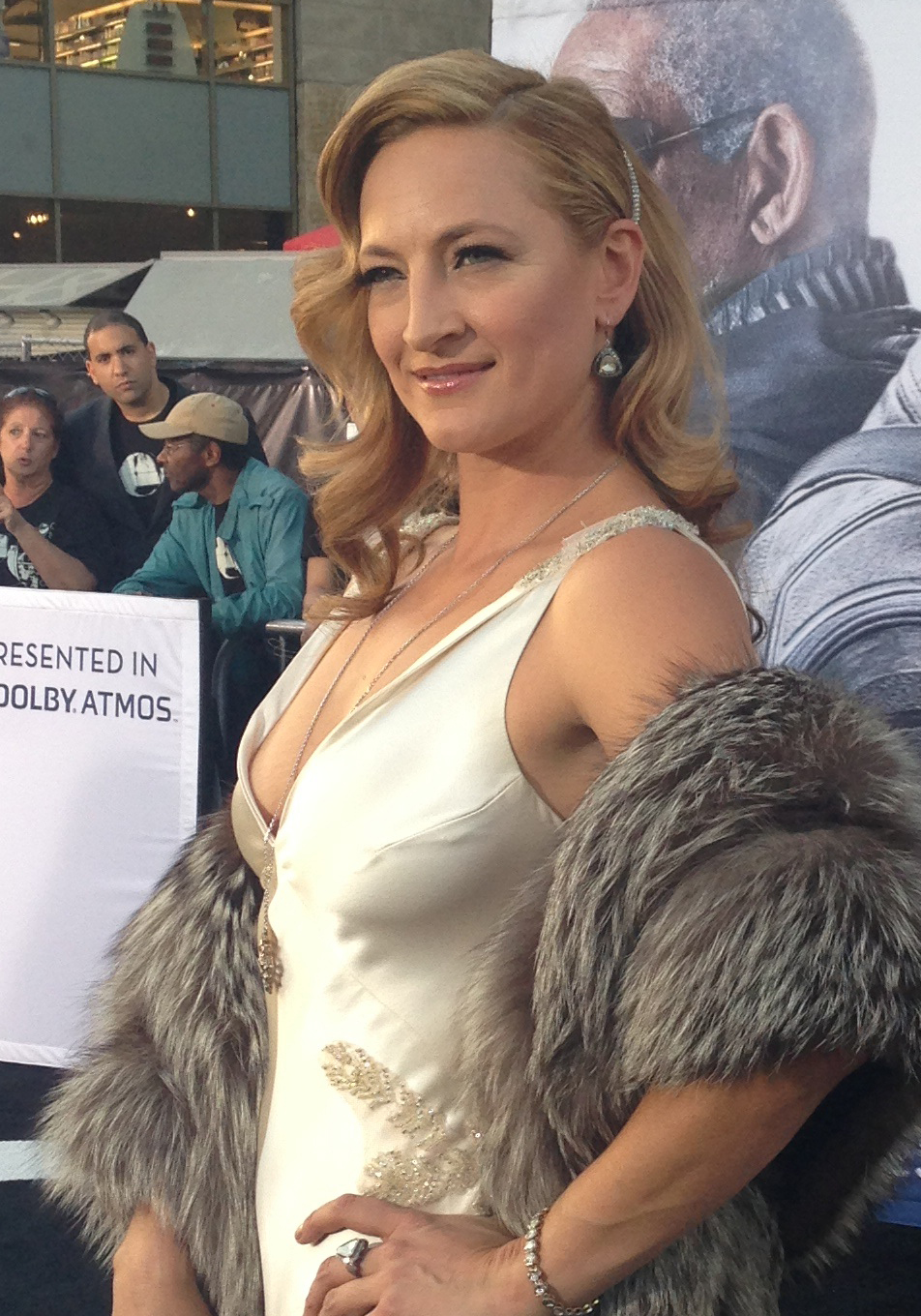
En avril 2013, à la première dOblivion

#### Cinéma
- 2004 : Double Dare (Documentaire) d'Amanda Micheli : elle-même
- 2007 : Boulevard de la mort (Death Proof) de Quentin Tarantino : elle-même
- 2007 : Planète Terreur (Planet Terror) de Robert Rodriguez : une zombie à l'hôpital
- 2009 : Ultimate Game (Gamer) de Mark Neveldine et Brian Taylor : Sandra
- 2009 : Bliss de Drew Barrymore : Bloody Holly
- 2009 : Angel of Death de Paul Etheredge (Web-série) : Eve
- 2010 : Game of Death de Giorgio Serafini : Floria
- 2012 : The Baytown Outlaws : Les Hors-la-loi de Barry Battles : Rose
- 2012 : Django Unchained de Quentin Tarantino : Tracker Peg
- 2013 : Hansel and Gretel: Witch Hunters de Tommy Wirkola : la grande sorcière
- 2013 : L'Arène (Raze) de Josh C. Waller : Sabrina
- 2013 : Oblivion de Joseph Kosinski : Kara
- 2014 : Mercenaries de Christopher Ray : Cassandra Clay
- 2015 : Les Huit Salopards (The Hateful Eight) de Quentin Tarantino : Six-Horse Judy
- 2015 : Camino (en) de Josh C. Waller : la journaliste Avery Taggert
- 2016 : Paradoxe : Gael
- 2019 : Once Upon a Time… in Hollywood de Quentin Tarantino : Janet
- 2021 : Malignant de James Wan : Scorpion
- 2021 : Haymaker

#### Télévision
- 2008 : Lost : Les Disparus (Lost) (Série TV) : Regina
- 2011 : Les Experts : Miami (CSI: Miami) (Série TV) : Deb Taylor
- 2011 : Gossip Girl (Série TV) : elle-même
- 2013 : Hawaii 5-0 (Série TV) : Dr Shanon Morgan

### Cascadeuse
- 1995-2001 : Xena, la guerrière (Xena : Warrior Princess) (Série TV) : doublure de Lucy Lawless (Xena)
- 2003 : The Extreme Team
- 2003 : Kill Bill volume 1 : doublure d'Uma Thurman (La Mariée)
- 2004 : Catwoman : doublure de Sharon Stone (Laurel Hedare)
- 2004 : Kill Bill volume 2 : doublure d'Uma Thurman (La Mariée)
- 2005 : Alias (série télévisée) : doublure d'Amy Acker (Kelly Peyton)
- 2006 : L'amour à la dérive (Love Wrecked)
- 2006 : Poséidon (Poseidon)
- 2006 : The Devil's Den (en)
- 2006 : Penny Dreadful
- 2007 : Grindhouse
- 2007 : Boulevard de la mort (Death Proof)
- 2007 : Planète Terreur (Planet Terror)
- 2007 : Le Royaume (The Kingdom)
- 2008 : 27 Robes (27 Dresses)
- 2008 : Reflections : coordinatrice des cascades
- 2009 : Blood and Bone
- 2009 : Bitch Slap : coordinatrice des cascades et chorégraphe de combats
- 2009 : Inglourious Basterds : doublure de Mélanie Laurent (Shosanna Dreyfus) et Diane Kruger (Bridget Von Hammersmark)
- 2009 : La Proposition (The Proposal) : doublure de Sandra Bullock (Margaret Tate)
- 2009 : Destination finale 4 (The Final Destination)
- 2011 : Nice Guys Finish Last
- 2013 : Iron Man 3
- 2015 : Les Huit Salopards

## Distinctions
- Taurus World Award 2005 : Meilleur combat (avec Monica Staggs) dans Kill Bill volume 2
- Taurus World Award 2005 : Meilleure cascadeuse (avec Monica Staggs) dans Kill Bill volume 2